# Dana Awartani
Dana Awartani, née en 1987 à Djeddah, est une artiste palestino-saoudienne, née et élevée à Djeddah en Arabie saoudite, où elle vit et travaille,,.

## Formation
Dana Awartani a obtenu un baccalauréat en beaux-arts du Central Saint Martins College of Art and Design, à Londres.
Elle a ensuite obtenu une maîtrise en arts traditionnels de la Prince's School de Londres. À la Prince's School, elle a appris à travailler le vitrail, la peinture de miniature et la dorure, diverses techniques traditionnelles issues de cultures du monde entier. Cependant, elle n'a pas pu y obtenir un diplôme en enluminure traditionnelle des textes, alors elle a trouvé un instructeur en Turquie pour l'aider à maîtriser cette discipline.

## Travaux artistiques
Dana Awartani utilise une grande variété de techniques et médias dans son travail, notamment la peinture, la vidéo et les mosaïques de sable. Son travail est unique en ce qu'il cherche à intégrer les méthodes traditionnelles de l'art islamique dans un monde contemporain.
Riche en motifs géométriques et en détails les plus complexes, le travail de Dana Awartani intègre souvent les styles de motifs de l'art islamique,. Spécialisé dans la géométrie ainsi que dans l'enluminure, le carrelage et le parquet, le travail artistique d'Awartani explore la relation entre la géométrie et la nature, ainsi que la façon dont les vérités peuvent être traduites à travers l'art en utilisant des principes géométriques, en visualisant un langage sacré à travers une esthétique symbolique et multicouche,.
Sa méthode est apparue il y a plus de 1 000 ans comme substitut à l'interdiction de la représentation des figures divines. Elle est encore pratiquée, bien que de moins en moins, aujourd'hui, par des spécialistes comme Dana Awartani.
À propos des Arabes et de l'art, Dana Awartani a déclaré: « En tant qu'Arabes, nous sommes élevés autour de ces beaux-arts, nous en sommes entourés dans tous les coins mais nous n'en sommes pas conscients. Vous pouvez voir la géométrie tout autour de vous comme dans les mosquées par exemple. Je cherchais une piste à suivre et en regardant au fond de moi, j'en avais envie jusqu'à ce que je la découvre. Il y a une beauté intérieure et extérieure derrière elle racontant une histoire derrière chaque pièce structurée, il n'y a pas de hasard quand il s'agit de créer de telles pièces ». Sur l'art islamique, elle a dit : « L'art islamique n'est d'abord pas fait pour faire de l'art. C'est une pratique spirituelle sacrée qui est utilisée comme moyen d'adorer Dieu et pour Dieu. Il enseigne un sabr (patience) et le respect, et en tant qu'artiste islamique, mon travail est une forme de prière et de dhikr (souvenir). J'ai besoin d'être concentrée à 100 % et de bonne humeur pour pouvoir le faire, sinon ça ne marche pas ».